# اکسید رنیوم (IV)
اکسید رنیوم(IV) (به انگلیسی: Rhenium(IV) oxide) با فرمول شیمیایی ReO2 یک ترکیب شیمیایی با شناسه پاب‌کم 24861043 است. که جرم مولی آن 218.206 g/mol می‌باشد. شکل ظاهری این ترکیب، خاکستری دستگاه بلوری راست‌لوزی است.